# جان کمبل (دانشمند ریخته‌گری)
جان کمبل (به انگلیسی: John Campbell) متولد ۱۹۳۸ میلادی و یک مهندس بریتانیایی است. کمپبل دارای ۲ درجه کارشناسی ارشد از دانشگاه کمبریج و دانشگاه شفیلد، و همچنین دو مدرک دکترا از دانشگاه بیرمنگام است. او عضو آکادمی سلطنتی مهندسی انگلستان (به انگلیسی: Royal Academy of Engineering)، مؤسسه مواد (به انگلیسی: Institute of Materials) و مؤسسه مهندسی فلزات ریخته‌گری (به انگلیسی: Institute of Cast Metal Engineers) و دارای کرسی استادی در رشته تکنولوژی ریخته‌گری در دانشگاه بیرمنگام می‌باشد. او به عنوان نفر اول صنعت ریخته‌گری در جهان شناخته می‌شود و تاکنون توانسته‌است حدود ۱۵۰ مقاله، ۲۰ اختراع ثبت شده و ۳ کتاب در زمینهٔ ریخته‌گری به جامعه علمی عرضه کند. او همچنین سابقهٔ عضویت و مشاوره در حدود ۳۰ شرکت تحقیقاتی و تولیدی را دارد.
مؤسسه TMS سالانه کنگرهای تحت عنوان سمپوزیوم جان کمبل (به انگلیسی: John Campbell Symposium) در آمریکا برگزار می‌کند.
وی در سال ۲۰۰۴ از دانشگاه بیرمنگام بازنشسته شد و اکنون عمده فعالیت‌های وی در انگلستان در زمینه توسعه فرایندهای ریخته‌گری قطعات سوپر آلیاژ پایه نیکل در تناژ بالا با کمترین قیمت است. او همچنین در ایالات متحده آمریکا در حال طراحی پروسه شکل‌ریزی قطعات آلومینیمی با استفاده از فرایندهای جدید و با کیفیت و استحکام بالا و قیمت‌های رقابتی است.